# Bryum eatonii
Bryum eatonii är en bladmossart som beskrevs av Mitten 1876. Bryum eatonii ingår i släktet bryummossor, och familjen Bryaceae. Inga underarter finns listade i Catalogue of Life.